# Cayo Fabio Licino
Cayo Fabio Licino  fue un magistrado romano hijo o nieto del consular Marco Fabio Dorsón y padre de Marco Fabio Licino.
Fue cónsul en el año 273 a. C. junto con Cayo Claudio Canina, pero falleció en el curso de este año. 
Durante su consulado fueron fundadas colonias en Cosa y Paestum, y llegó a Roma una embajada enviada por Ptolomeo Filadelfo.